# 駅西 (横手市)
駅西（えきにし）は、秋田県横手市の町丁。郵便番号は013-0049。人口は179人、世帯数は85世帯（2020年10月1日現在）。現行行政地名は駅西一丁目から駅西二丁目までで、全域で住居表示が実施されている。旧横手市横手町・前郷・駅前町の各一部に相当する。

## 地理
横手市の中央部、横手地域の中央東部に位置し、東で駅前町、西で条里、北で三枚橋、南で駅南と隣接する。国道13号（横手バイパス）が町域の西端を掠める。横手市の代表駅である横手駅の西口に隣接するが、横手駅自体の所在地は駅前町である。
全域が都市計画区域に含まれるが、区域区分非設定区域となっている。都市計画法上の用途地域では駅西口周辺が商業地域に、国道13号沿いが準工業地域に、その他が近隣商業地域に指定されている。
域内の区画は「三枚橋地区土地区画整理事業」によって整備されたもので、2022年（令和4年）9月に換地処分がなされた。

## 歴史
1997年（平成9年）より行われている三枚橋地区土地区画整理事業が完成したため、2020年（令和2年）8月24日に住居表示が実施された。

### 町名の変遷
以下はすべて住居表示実施に伴う変更。
| 実施後     | 実施年月日     | 実施前（各町ともその一部）                   |
| ---------- | -------------- | -------------------------------------------- |
| 駅西一丁目 | 令和2年8月24日 | 横手町字下飛瀬 よこてまち あざしもとびせ     |
| 駅西一丁目 | 令和2年8月24日 | 前郷字下三枚橋 まえごう あざしもさんまいばし |
| 駅西一丁目 | 令和2年8月24日 | 駅前町 えきまえちょう                        |
| 駅西一丁目 | 令和2年8月24日 | 前郷字上三枚橋 まえごう あざかみさんまいばし |
| 駅西二丁目 | 令和2年8月24日 | 前郷字上三枚橋 まえごう あざかみさんまいばし |
| 駅西二丁目 | 令和2年8月24日 | 駅前町 えきまえちょう                        |
| 駅西二丁目 | 令和2年8月24日 | 前郷字下横山 まえごう あざしもよこやま       |
| 駅西三丁目 | 令和2年8月24日 |                                              |
| 駅西三丁目 | 令和2年8月24日 | 駅前町 えきまえちょう                        |
| 駅西三丁目 | 令和2年8月24日 | 前郷字下横山 まえごう あざしもよこやま       |

## 世帯数と人口
2020年（令和2年）10月1日現在の世帯数と人口は以下の通りである。
| 丁目       | 世帯数 | 人口  |
| ---------- | ------ | ----- |
| 駅西一丁目 | 10世帯 | 17人  |
| 駅西二丁目 | 53世帯 | 101人 |
| 駅西三丁目 | 22世帯 | 61人  |
| 計         | 85世帯 | 179人 |

## 小・中学校の学区
市立小・中学校に通う場合、学区（校区）は以下の通りとなる。
| 番地 | 小学校               | 中学校               |
| ---- | -------------------- | -------------------- |
| 全域 | 横手市立横手南小学校 | 横手市立横手南中学校 |

## 交通

### 鉄道
- 東日本旅客鉄道（JR東日本）
  - 横手駅（■奥羽本線、■北上線）

### バス
羽後交通
- 横手駅西口（横手・本荘線、横手・イオンモール大曲線、朝日が丘線）

### 道路
- 国道13号（横手バイパス）

## 施設
- ホテルレディースプラザ横手（一丁目2番21号）[10]
- 快活CLUB 横手店（一丁目3番30号）[11]
- ニッポンレンタカー 横手駅西口営業所（二丁目1番20号）[12]
- 幸楽苑 横手店（二丁目2番26号）[13]
- 丸亀製麺横手（一丁目3番33号）[14]
- ネクスコ東日本 横手工事事務所（二丁目3番22号）[15]
- 明石スクールユニフォームカンパニー 秋田営業所 横手店（二丁目3番28号）[16]
- 吉野家 13号線横手店（二丁目8番23号）[17]
- 秋田トヨペット 横手店（二丁目8番30号）[18]
- ビイ・ギャル 横手店（三丁目1番48号）[19]
- 洋服の青山 横手店（三丁目4番25号）[20]
- ガリバー 横手店（三丁目4番29号）[21]